# Katowice Kultura Natura
Festiwal Katowice Kultura Natura – wiosenny projekt muzyczny, będący wspólnym przedsięwzięciem Stowarzyszenia Katowice Kultura Natura, Narodowej Orkiestry Symfonicznej Polskiego Radia w Katowicach (NOSPR) oraz władz miejskich Katowic, w ramach którego cyklicznie raz w roku odbywa się wydarzenie łączące różne style muzyczne. Festiwal otwarty na wszystkie epoki historyczne i gatunki, na który zapraszani są znamienici goście: światowej klasy zespoły i soliści, którzy prezentują wykonania najwyższej próby.
I Edycja przyniosła m.in. wykonanie Gurre-Lieder Arnolda Schönberga i Peer Gynt Edvarda Griega (nie wykonano suity lecz muzykę do dramatu). Rok później wykonano m.in. Idyllę Zygfryda Richarda Wagnera. W roku 2017 operę Béli Bartóka Zamek Sinobrodego, dwa balety (Cudowny Mandaryn i Drewniany Książę) i instalację muzyczną Agaty Zubel Mother Lode I-III.
V Edycja przyniosła wykonanie m.in. dzieła Arthura Honeggera, poświęconego jednej z najsłynniejszych kobiet w historii świata – Joanna d’Arc na stosie – w interpretacji Narodowej Orkiestry Symfonicznej Polskiego Radia pod batutą Alexandra Liebreicha. Kolejna edycja przebiegała w cieniu pandemicznych restrykcji, a jej formuła zmieniała się kilkakrotnie. Ostatecznie VI edycja dostępna była dla melomanów online na stronie www.nospr.org.pl i platformie medici.tv. 16 maja przed siedzibą NOSPR pojawiły się też telebimy, a dwa ostatnie koncerty odbyły się z udziałem publiczności.
W historii festiwalu na estradzie NOSPR zagościli m.in.: Sir András Schiff, Sonja Jonczewa, Marin Alsop, Klaus Mäkelä, Dame Sarah Connolly, Wiktorija Mułłowa, Miklós Perény, Siergiej Małow, Leif Ove Andsnes, Ian Bostridge, Frank Peter Zimmermann, Simone Lamsma, gwiazdy muzyki jazzowej: Stefano Bollani, Charles Lloyd, Enrico Ravy, znane zespoły: Koninklijk Concertgebouworkest, RIAS Kammerchor, Mozarteumorchester Salzburg, Concerto Köln, Mahler Chamber Orchestra, Tonhalle-Orchester Zürich, Bergen Filharmoniske Orkester i najbardziej cenione kwartety świata: Quatuor Ebegravene, Pablo Held Quartet, Jerusalem Quartet, Hagen Quartet, Cuarteto Casals, Artemis Quartett.
Edycje Festiwalu:
- I – 15-24.05.2015 – "Metamorfozy"[6]
- II – 13-22.05.2016 – "Duchowość"[7]
- III – 12-21.05.2017 – "Ziemia"[8]
- IV – 11-20.05.2018 – "Dziecięctwo"[9]
- V – 10-19.05.2019 – "Kobieta"[10]
- VI – 14-22.05.2021 – "Tęsknota i pragnienie"[11]
- VII – 12-20.05.2022 – "Podróż"[12]
- VIII – 11-21.05.2023 – "Pejzaż"[13]
- IX – 10-16.05.2024 – "Muzyka sfer"[14][4]
- X – 8-16.05.2025 – "Echa Arkadii"